# The Upsetters (Vereinigte Staaten)
The Upsetters waren eine amerikanische Rock-’n’-Roll-Band, die vor allem als Live-Band Little Richards bekannt wurde.

## Geschichte

### Little Richards Live-Band
Nach seinen ersten, wenig erfolgreichen Aufnahmen für RCA Records und Peacock Records stellte sich Little Richard im Jahr 1954 die Upsetters als neue Live-Band zusammen, welche die Tempo Toppers ablösten. Das Repertoire bestand aus Coverversionen von Rhythm-and-Blues-Songs, einigen Blues-Nummern, die Little Richard bereits veröffentlicht hatte, sowie neuartigen, harten und schnellen Rhythm-and-Blues-Songs wie Tutti Frutti, die auf ausgiebigen Touren in den Südstaaten gegeben wurden. Als Little Richard im September 1955 nach New Orleans, Louisiana ging, um für Specialty Records Aufnahmen zu machen und ihm dort die renommierte Studioband Cosimo Matassas zur Verfügung gestellt wurde, bestritten die Upsetters die restlichen, bereits ausgehandelten Tour-Daten mit dem jungen James Brown als Vokalisten. Auch Otis Redding, der wie Richard aus Macon, Georgia kam, tourte einige Zeit mit den Upsetters.
Nachdem Little Richard mit seinen Specialty-Singles erfolgreich wurde, setzte er beim Label-Chef Art Rupe die Upsetters als Begleitung auch im Studio durch, da er sie den Session-Musikern in New Orleans für ebenbürtig hielt. So entstanden mit den Upsetters einige Hit-Singles Little Richards, darunter Lucille und Keep A-Knockin′. Auch die häufigen Konzerte wurden in dieser Formation bestritten. Nachdem Little Richard auf einer Tournee durch Australien im Sommer 1957 beschlossen hatte, dem Rock-′n′-Roll-Geschäft zu entsagen, um Priester zu werden und zum Beweis für die Ernsthaftigkeit seines Vorhabens vor den Augen der Band seine, mehrere Tausend Dollar wertvollen Ringe in einen Fluss warf, waren die Upsetters wieder auf sich alleine gestellt.

### Grady Gaines′ Upsetters
Der Tenorsaxophonist Grady Gaines übernahm die Leitung der Band, die ab Anfang 1958 wieder einige Singles einspielte. Für die Studioaufnahmen auf dem Label Little Star Records aus dem Jahr 1960 in New York übernahm Little Richard die Tasten und das Mikrofon, wollte aber aus Rücksicht auf sein religiöses Umfeld dabei ungenannt bleiben. Zudem fungierten die Upsetters als Begleitband verschiedener Künstler wie Don Covay, Leonard Carbo, Dee Clark, Lester Robertson, Chico Booth und Mr. Wiggles. Auch für ein Soloprojekt des Tenorsaxophonisten Wilbert „Lee Diamond“ Smith für Vee-Jay Records rückten die anderen Upsetters in die Begleitung. 1967 erschien die letzte Single der ursprünglichen Band unter dem Namen „The World Famous Upsetters“.

### The Crown Jewels and the Royal Guard
Als Little Richard 1964 auch in Amerika wieder begann, Rockmusik zu spielen, stellte er sich aus alten Weggefährten und neuen Begleitmusikern eine Live-Band zusammen, die erst wieder als „Upsetters“ firmierte, später aber unter dem Eindruck, den die Wachen des Buckingham Palace während seiner England-Tourneen 1963 und 1964 auf ihn gemacht hatten, in „The Crown Jewels and the Royal Guard“ (in etwa: Die Kronjuwelen und die königliche Wache) umbenannt wurden. Die Besetzung dieser Gruppe, darunter einige als „Royal Guard“ kostümierte Statisten, wechselte häufig. Zwischen Januar 1965 und Dezember 1965 spielte als Gitarrist ein noch unbekannter Jimi Hendrix (als „Jimmy James“) bei der Formation und wirkte mit bei der unterbewerteten Ballade I Don't Know What You've Got But It's Got Me (November 1965) von Little Richard. Danach wurde er gefeuert, weil er den Tour-Bus verpasst hatte.

### Chuck Connors Upsetters
In den 1980er Jahren startete der Original-Schlagzeuger der Upsetters Charles „Chuck“ Connor ein Revival der Upsetters unter seinem Namen. 1987 spielte die Formation auf einer Platte des R&B-Pioniers Willie Egan.

## Diskografie (Singles)

### Little Richard mit den Upsetters
- 1956 – Heeby-Jeebies / She’s Got It, Specialty 584 (nur B-Seite)
- 1957 – Lucille / Send Me Some Lovin’, Specialty 598 (nur A-Seite)
- 1957 – Keep A-Knockin′ / Can’t Believe You Wanna Leave, Specialty 611 (nur A-Seite)
- 1958 – True, Fine Mama / Ooh! My Soul, Specialty 633 (nur B-Seite)
- 1958 – I′ll Never Let You Go / Baby Face, Specialty 645 (nur A-Seite)
- 1958 – She Knows How To Rock / Early In The Morning, Specialty 652
- 1959 – Whole Lotta Shakin’ Goin’ On / Maybe I’m Right, Specialty 680 (nur A-Seite)

### Lee Diamond with the Upsetters
- 1957 – Mama Loochie / Hattie Malatti, Vee-Jay 272

### Grady Gaines′ Upsetters
- 1958 – The Upsetter / The Strip, Falcon 1010
- 1960 – Rolling On / Blues, Gee 1055
- 1960 – Jay Walking′ / Steppin′ Out, Fire 1029
- 1962 – ′Tater Machine / Let′s Get A Thing Going, Little Star 118
- 1962 – Yes It′s Me (I′m In Love Again) / Every Night About This Time, Little Star 123
- 1963 – Valley Of Tears / Freedom Ride, Little Star 128
- 1967 – K.P. / Cabbage Greens, Sound of Soul 1058

### Chuck Connors Upsetters
- 1984 – I Got It / Don′t You Just Know It, Keep A-Rockin′ Records 101
- 1984 – Kiss My Love / Downtown Bus, Keep A-Rockin′ Records 102
- 1984 – File Gumbo / Bonnie Moronie, Keep A-Rockin′ Records 103